# Сара Гектор
Сара Гектор (швед. Sara Hector) — шведська гірськолижниця, олімпійська чемпіонка, медалістка чемпіонатів світу. 
Срібну медаль чемпіонату світу Гектор виборола в комадних паралельних змаганнях на світовій першості 2021 року, що проходила в італійській Кортіні-д'Ампеццо. 

## Виступи на Олімпійських іграх
| Рік  | Місце проведення          | СЛ | ГС | СГ | ШС | КМ |
| ---- | ------------------------- | -- | -- | -- | -- | -- |
| 2014 | Сочі, Росія               | —  | —  | 21 | 25 | 13 |
| 2018 | Пхьончхан, Південна Корея | —  | 10 | —  | —  | —  |
| 2022 | Пекін, Китай              | —  | 1  | —  | —  | —  |

## Виступи на чемпіонатах світу
| Рік  | Місце проведення               | СЛ | ГС   | СГ  | ШС | КМ | КЗ |
| ---- | ------------------------------ | -- | ---- | --- | -- | -- | -- |
| 2011 | Гарміш-Партенкірхен, Німеччина | —  | 17   | —   | —  | —  | 3  |
| 2013 | Шладмінг, Австрія              | —  | DNF2 | DNS | 26 | 9  | —  |
| 2015 | Вейл/Бівер-Крик, США           | 23 | 10   | —   | —  | —  | 3  |
| 2017 | Санкт-Моріц, Швейцарія         | —  | 9    | —   | —  | —  | —  |
| 2019 | Оре, Швеція                    | —  | 7    | —   | —  | —  | —  |
| 2021 | Кортіна-д'Ампеццо, Італія      | 13 | DNF2 | —   | —  | —  | 2  |